# 古方派
古方派（こほうは），日本江戶時代出現的漢方醫學流派，開始於名古屋玄醫，主張回到張仲景《傷寒論》的古醫學，與清朝出現的經方派立場相近。

## 歷史源流
日本室町時代，田代三喜將中國宋金時期的漢醫學傳入日本。特色是尊奉李東垣、朱丹溪的學說，強調陰陽五行學說，以及經絡思想為主。在江戶期代初期，以曲直瀨道三為中心，李朱學說繼續成為日本漢醫界的核心。
至名古屋玄醫時，開始提倡醫學復古論，要求廢止李朱醫學，回到張仲景的古醫學。在名古屋玄醫之後，出現了後藤艮山、香山修德、松原一閑齋、山脇東洋、吉益東洞等醫家，他們自稱為古方派，並指稱傳統的李朱醫學為後世派。他們取代了傳統醫學的地位，成為德川時期日本漢醫學的主流。

## 特色
日本古方派醫家，排拒以《素問》、《靈樞》來解釋《傷寒論》，認為《黃帝內經》與《傷寒論》的觀點不盡相同。因此，應該以《傷寒論》來解說《傷寒論》。
他們對於經絡學說多有懷疑，陰陽五行說也被他們認為是迷妄而加以攻擊。形成了日本獨特的《傷寒論》研究途徑。